# Китайский полосатый трёхзубый бычок
Китайский полосатый трёхзубый бычок, или полосатый трёхзубый бычок (лат. Tridentiger trigonocephalus), — вид лучепёрых рыб из семейства оксудерковых.

## Описание
Средняя длина тела 8 см, максимальная до 11—12 см. В Чёрном море достигает наибольшей длины 98 мм и массы 7,2 г, обычно до 65 мм. Продолжительность жизни до 3 лет. Тело удлиненное, относительно невысокое, несколько сжатое с боков. Щеки, жаберные крышки и основания грудных плавников голые, без чешуи. Рот небольшой, немного скошенный. Углы рта находятся под серединой глаза. Передние ноздри в виде коротких трубочек, задние овальной формы. Верхняя губа по бокам не расширена. Нижняя челюсть не выдаётся вперёд. Верхний луч грудного плавника отделен от всех остальных. Голова довольно большая, рот расположен почти горизонтально, нижняя челюсть не выступает вперёд. Зубы переднего, внешнего ряда на обеих челюстях трёхвершинные, средняя вершина каждого зуба выше боковых. Брюшная присоска закруглённая, короткая, не достигает анального отверстия. Грудные плавники округлой формы, их кончики могут достигать конца основания первого спинного плавника. Хвостовой стебель сжат с боков. Хвостовой плавник закруглён. Плавательный пузырь у взрослых присутствует.
Окраска весьма изменчива. Существует три основных варианта окраски тела: полосатая, серая и чёрная. При полосатой окраске тело розоватого или желтоватого цвета, с оливковым оттенком, более тёмное на спине. Брюхо белого цвета, на боках идёт по 2 контрастные тёмные полосы, верхняя — от глаза вдоль спины до основания верхних лучей хвостового плавника, нижняя — от начала рыла через глаз, верх основания грудных плавников, вдоль середины тела до основания средних лучей хвостового плавника. Плавники прозрачные. На первых лучах спинных плавников имеется по 3 чёрных пятна. На основании грудных плавников есть вертикальная полоса бледно-жёлтого цвета и серповидной формы. При серой окраске тело сероватого цвета, светлое на брюшной стороне, с вертикальными прерывистыми тёмно-серыми полосами. Чёрная окраска — тело тёмное, почти чёрного цвета, с малозаметными полосами на боках. Плавники тёмно-серого цвета. У основания грудных плавников есть жёлтая яркая серповидная полоска, а на втором спинном плавнике голубоватая кайма. Чёрный вариант окраски преимущественно отмечается у самцов, охраняющих кладку икры.

## Ареал
Представитель дальневосточного фаунистического комплекса. Первоначальный природный ареал охватывает прибрежные и эстуарные воды (возможно, частично и континентальные) Японского, Жёлтого и Южно-Китайского морей (воды Китая, Кореи, Японии, России). Отсюда он распространился вместе с балластными водами торговых судов, а также в ходе массового экспортирования из морских хозяйств Японии гигантской устрицы (Crassostrea gigas), на створках которых могла находиться оплодотворенная икра. Полосатый трёхзубый бычок случайно завезён в Северную Америку в прибрежные воды Калифорнии (США) и западное побережье Австралии, где он полностью натурализовался. В Средиземноморском бассейне вид известен по находке единственного экземпляра у побережья Израиля в порту Ашдод.
В Чёрном море у берегов Крыма один экземпляр вида был впервые найден в сентябре 2006 года в верхней части Севастопольской бухты в эстуарной зоне впадающей в неё реки Чёрная. В последующие 2 года, несмотря на регулярные поиски в верхней части бухты, включая устье реки Чёрная, данный вид не встречался, и его находка была классифицирована как случайная. В июле 2008 года в Старосеверной бухте (в нижней части Севастопольской бухты), во время сбора мидий со свай причала рыбак Института морских биологических исследований имени А. О. Ковалевского Виталий Фирсов в одной из их раковин нашёл самца, охраняющего кладку икры. Данная находка послужила толчком для поиска этого вида бычков на вертикальных гидротехнических конструкциях в Старосеверной бухте и на опорах автомобильного моста, рядом с которыми экземпляр этого вида был обнаружен в 2006 года. В ходе поисков были собраны новые экземпляры, что позволило сделать вывод о натурализации данного вида бычков в Севастопольской бухте с образованием самовоспроизводящейся популяции.
Наиболее вероятной причиной вселения вида в прибрежной зоне Крыма в Чёрном море является его бракеражная интродукция. В 1981 году группа работников Московского и Севастопольского аквариумов была отправлена в дальневосточный залив Посьета Японского моря (Россия, Приморский край) за рыбами и беспозвоночными для экспозиции. В числе прочих рыбы были доставлены в Севастополь. Однако руководство Севастопольского аквариума посчитало, что они не соответствовали экспозиционным требованиям в связи с мелкими размерами и невзрачной окраской, из-за чего их было бы сложно обнаружить при содержании в больших аквариумах. Работник аквариума, которому было поручено избавиться от бычков, выпустил их в Севастопольскую бухту. Это и послужило основой для формирования локальной популяции. Сейчас этот вид отмечен на различных участках Севастопольской бухты.

## Биология
Является морским экологически пластичным видом, выдерживающим значительные градиенты солёности. В пределах первоначального природного ареала вид обычен в водах с океанской солёностью и относительно редок в опреснённых солоноватых водах. В районе Калифорнии придерживается прибрежной зоны моря и может продвигаться в устья и нижнее течение рек. Рыбы предпочитают мидиевые и устричные скопления, обычно на вертикальных поверхностях (коллекторы, сваи) и реже — на дне, на глубинах до 7-10 м. Держится каменистых, более или менее равных участков, иногда с заиленным, покрытым растительностью дном, где находит места для укрытия в створках моллюсков (устриц, морских уточек и т. д.), в щелях среди камней и различных обрастаний водорослей.
Половозрелости достигают к концу первого года жизни. Нерест идёт в весенне-летний период при температуре воды 18—26 ºС. Нерест порционный, самка за сезон откладывает до 10 порций икринок. В качестве нерестового субстрата используется внутренняя поверхность пустых раковин моллюсков, поверхность камней либо подводные предметы. Кладка икры располагается в один слой. Плодовитость самок колебалась от 4,8 до 8,6 тысяч икринок. Икринки веретенообразной формы, длиной от 1,2 до 1,4 мм. Самец аэрирует и активно охраняет кладку. Инкубационный период длится 9-12 суток. Предличинки и личинки ведут пелагический образ жизни.
Основу питания составляют ракообразные (Cirripedia, Amphipoda, Ostracoda), полихеты и икра рыб. У особей из эстуарной части реки Чёрная в Крыму в рационе рыб также присутствуют личинки насекомых.
В новых районах обитания полосатый трёхзубый бычок является агрессивным видом-вселенцем, который может наносить значительный урон аборигенной ихтиофауне, имея высокую пластичность и способность удвоения популяции.